# Georg Brunner (Jurist)
Georg Brunner (* 2. Juni 1936 in Budapest; † 24. Oktober 2002 in Köln) war ein deutsch-ungarischer Rechts- und Politikwissenschaftler.

Georg Brunner studierte von 1954 bis 1956 an der Universität Budapest und nach der Flucht 1956 aus Ungarn vor dem kommunistischen Regime in Tübingen das Fach Rechtswissenschaft. 1959 erfolgte die Erste 1963 die Zweite Juristische Staatsprüfung in Baden-Württemberg. 1962 promovierte er an der Universität Tübingen mit der Arbeit Grundrechte im Sowjetsystem. Von 1960 bis 1963 war er als Gerichtsreferendar im Dienste des Landes Baden-Württemberg tätig.

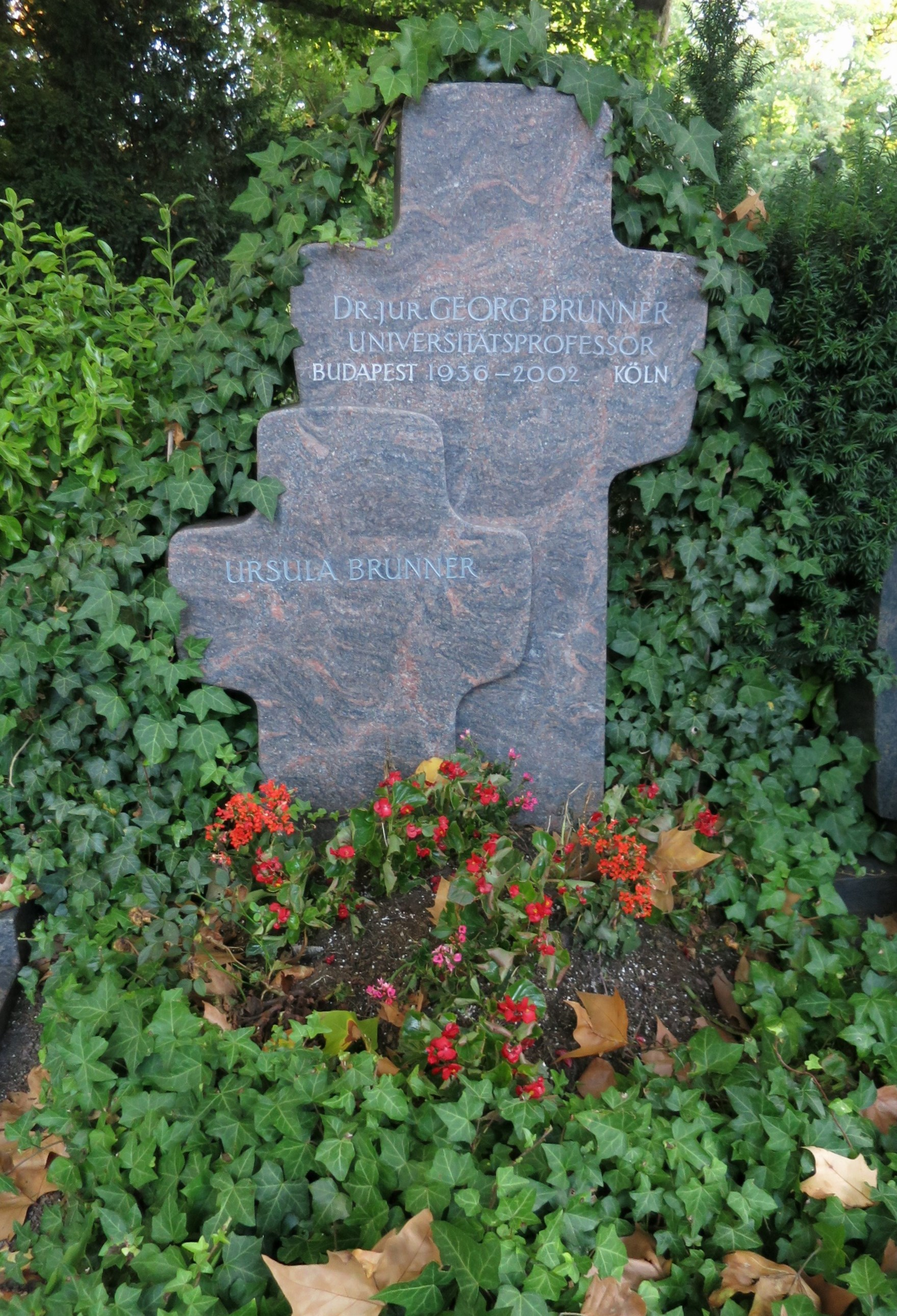
Grab auf dem Friedhof Melaten

Von 1964 bis 1971 war er als Wissenschaftlicher Referent am Bundesinstitut für ostwissenschaftliche und internationale Studien in Köln tätig. 1970 erfolgte an der Universität zu Köln mit der Arbeit Kontrolle in Deutschland. für die Fächer Öffentliches Recht, Allgemeine Staatslehre und Ostrecht seine Habilitation. Brunner lehrte als Professor von 1971 bis 1984 Öffentliches Recht, Ostrecht und Politikwissenschaft an der Universität Würzburg. 
In Würzburg verfasste er für die Politikwissenschaft wegweisende Werke wie Politische Soziologie der UdSSR (1977) oder Vergleichende Regierungslehre (1979). Von 1984 bis 2002 war er Lehrstuhlinhaber für Öffentliches Recht, Allgemeine Staatslehre und Ostrecht sowie Direktor des Instituts für Ostrecht der Universität Köln. Im Jahr 1998 verlieh ihm die Universität Pécs die Ehrendoktorwürde. Im September 2002 konnte er noch den Beginn des ersten Semesters der von ihm mitgegründeten Andrássy Universität in Budapest erleben, bevor er knapp zwei Monate später überraschend verstarb. Beigesetzt wurde er auf dem Kölner Friedhof Melaten (Flur 56).
Seine Forschungsschwerpunkte waren im Öffentlichen Recht die demokratisch-rechtsstaatliche Transformation in Osteuropa, die EU-Osterweiterung, die Verfassungsgerichtsbarkeit und das Minderheitenrecht. Aus dem Gebiet des Wirtschaftsrechts war es die Gesetzgebung zur Errichtung einer sozialen Marktwirtschaft in Osteuropa.
Von 2000 bis zu seinem Tod war er Präsident des Göttinger Arbeitskreises.

## Schriften (Auswahl)
- Die Grundrechte im Sowjetsystem. Verlag Wissenschaft und Politik, Köln 1963 (Dissertation Universität Tübingen).
- Das Parteistatut der KPdSU 1903–1961. Verlag Wissenschaft und Politik, Köln 1965.
- mit Klaus Westen: Die sowjetische Kolchosordnung (mit Dokumenten). Von den Anfängen zum 3. Musterstatut 1969. Kohlhammer, Stuttgart 1970.
- Kontrolle in Deutschland. Eine Untersuchung zur Verfassungsordnung in beiden Teilen Deutschlands. Markus, Köln 1972 (Habilitationsschrift Universität Köln).
- Einführung in das Recht der DDR (= Schriftenreihe der Juristischen Schulung. Bd. 29). Beck, München 1975, ISBN 3-406-05067-0 (2. Aufl. 1979).
- Politische Soziologie der UdSSR (= Systematische Politikwissenschaft. Bd. 12,1 und 12,2). Akademische Verlagsgesellschaft, Wiesbaden 1977

- Vergleichende Regierungslehre. Ein Studienbuch (= UTB. Bd. 956). Schöningh, Paderborn 1979, ISBN 3-506-99207-4.
- Einführung in das ungarische Wirtschaftsrecht. Nomos, Baden-Baden 1991, ISBN 3-7890-2535-6.
- Nationalitätenprobleme und Minderheitenkonflikte in Osteuropa. Bertelsmann, Gütersloh 1993, ISBN 3-89204-071-0 (Neuauflage 1996).
- mit László Sólyom: Verfassungsgerichtsbarkeit in Ungarn. Analysen und Entscheidungssammlung 1990–1993. Nomos, Baden-Baden 1995, ISBN 3-7890-3743-5.
- mit Günther H. Tontsch: Der Minderheitenschutz in Ungarn und Rumänien. Kulturstiftung der Deutschen Vertriebenen, Bonn 1995, ISBN 3-88557-133-1.
- mit Leszeck Lech Garlicki: Verfassungsgerichtsbarkeit in Polen. Analysen und Entscheidungssammlung 1986–1997. Nomos, Baden-Baden 1999, ISBN 3-7890-6157-3.